# Hemitruljalia rufula
Hemitruljalia rufula är en insektsart som beskrevs av Andrej Vasiljevitj Gorochov 2005. Hemitruljalia rufula ingår i släktet Hemitruljalia och familjen syrsor. Inga underarter finns listade i Catalogue of Life.